# San Ardo
San Ardo (antiguamente San Bernardo) es un lugar designado por el censo ubicado en el condado de Monterrey en el estado estadounidense de California. En el año 2000 tenía una población de 501 habitantes y una densidad poblacional de 417,5 personas por km².

## Geografía
San Ardo se encuentra ubicado en las coordenadas 36°01′14″N 120°54′19″O / 36.02056, -120.90528. Según la Oficina del Censo, la ciudad tiene un área total de 1,2 km² (0,5 mi²), de la cual 1,2 km² (0,5 mi²) es tierra y 0 km² (0 mi²) 0.00% es agua.

## Demografía
Los ingresos medios por hogar en la localidad eran de $25 208, y los ingresos medios por familia eran $31 500. Los hombres tenían unos ingresos medios de $30 417 frente a los $14 375 para las mujeres. La renta per cápita para la localidad era de $11 379. Alrededor del 24,0% de la población estaban por debajo del umbral de pobreza.